# Pixdàdides
Els pixdàdides foren una dinastia mítica de Pèrsia.
Segons Hamza la primera dinastia de l'Iran fou la dels fishdadiyya (fixdàdida o pixdàdida), seguida de la també mítica kayaniyya (kayànida), la tercera la dels axghaniyya (aixgànida) deformació d'arsàcida i la quarta la dels sasaniyya (sassànida). La dinastia pixdàdida hauria tingut 9 sobirans que haurien regnat 2.470 anys. El primer rei fou Kayumarth o Gayomard, i el seu net (o besnet en algunes genealogies) Hushang va establir les lleis. Els sobirans i prínceps foren:
- Kayumarth
- Sījāmak (fill)
- Hushang (fill)
- Tehmuraz (fill)
- Jamshid (fill)
- Humayun (fill, prìncep)
- Absid (fill, príncep)
- Faraydun (fill)
- Īraj (fill)
- Manushihr (fill)
- Nowzar (fill)
- Zaav o Zou (príncep)
- Garshasp (príncep)